# Marcos Castillo
Marcos Castillo es un abogado venezolano y miembro del Comando Con Venezuela opositor en el estado Apure. En 2024 fue detenido por agentes de la Policía Nacional Bolivariana (PNB) en Caracas pocos meses después de las elecciones presidenciales de Venezuela el mismo año. 

## Detención
El 29 de octubre de 2024, pocos meses después de las elecciones presidenciales de Venezuela el mismo año, fue detenido por agentes de la Policía Nacional Bolivariana (PNB) al ser sacado forzosamente de un tribunal en Apure. La periodista Sebastiana Barráez declaró que previamente ya estaba siendo acosado por agentes del Servicio Bolivariano de Inteligencia (SEBIN) y que el único movito de su detención había sido realizar una reunión política en su casa durante la visita de la lideresa opositora María Corina Machado al estado.
Su arresto se produjo poco antes del arresto de Miguel Granados en Caracas, también miembro del Comando por Venezuela y en menos de 24 horas, y de la muerte del activista Edwin Santos. El Comité de Derechos Humanos de Vente Venezuela denunció las detenciones, responsabilizaron a Nicolás Maduro de su integridad y exigió conocer el paradero de los activistas.
Pasada una semana de su detención, se desconocía el paradero de Castillo. Para esa fecha, Vente Venezuela estimaba que 164 dirigentes opositores y activistas habían sido detenidos, la mayoría de quienes habían colaborado con la campaña electoral del candidato opositor Edmundo González. Por su parte, la organización de derechos humanos Foro Penal había documentado 1.953 presos políticos, 1.824 de los cuales fueron detenidos después de las elecciones.